# Azores Challenger 1993
L'Azores Challenger 1993 è stato un torneo di tennis facente parte della categoria ATP Challenger Series nell'ambito dell'ATP Challenger Series 1993. Il torneo si è giocato a Azzorre in Portogallo dal 6 al 12 settembre 1993 su campi in cemento.

## Vincitori

### Singolare
Rodolphe Gilbert ha battuto in finale  Jeff Tarango con il punteggio di 6–1, 5–7, 6–4

### Doppio
Bryan Shelton /  Roger Smith hanno battuto in finale  Chris Bailey /  Jeff Tarango con il punteggio di 6–4, 6–4